# Morón de la Frontera
Morón de la Frontera è un comune spagnolo di 28 455 abitanti situato nella comunità autonoma dell'Andalusia.
Sul suo territorio si trova la Base aerea di Morón.